# 마브 스튜디오
마브 스튜디오(Marv Studios)는 매슈 본과 가이 리치가 1997년에 설립한 런던 기반 영화 및 시리즈 제작 회사이다. 회사의 현재 소유자는 매튜 본이고 이전 소유자는 크리스 티키어였다. 크리스 티키어는 2009년 회사를 떠나 피파이 필름를 설립하고 새로운 장편 영화를 제작했다. 영화레이어 케이크, 스타더스트, 킥 애스: 영웅의 탄생, 킹스맨: 시크릿 에이전트및킹스맨: 골든 서클로 가장 잘 알려져 있다.